# Derek Edwardson
Derek Karl Edwardson (Morton Grove, 26 agosto 1981) è un allenatore di hockey su ghiaccio ed ex hockeista su ghiaccio statunitense naturalizzato italiano, di ruolo attaccante.

## Carriera

### Club
Derek Edwardson iniziò la propria carriera nel campionato universitario della NCAA con i Miami RedHawks, dal 2000 al 2004, raccogliendo 120 punti in 135 partite disputate. Nell'ultima stagione fu premiato come giocatore dell'anno della lega CCHA. Al termine di quell'anno, senza essere stato scelto al draft NHL, firmò il primo contratto professionistico con i Bridgeport Sound Tigers.
Nella stagione 2004-05 giocò soprattutto in ECHL con gli Atlantic City Boardwalk Bullies, oltre a due brevi periodi di prova presso i Sound Tigers e i Grand Rapids Griffins. Dal 2005 al 2007 restò in ECHL ma con la maglia dei Las Vegas Wranglers, squadra dove fu autore di 48 reti e 86 assist in 145 incontri giocati. Nel corso delle due stagioni fece altre brevi apparizioni in AHL con i Milwaukee Admirals e i Portland Pirates.
Nel 2007 si trasferì in Europa per giocare in 2. Eishockey-Bundesliga con la maglia degli Heilbronner Falken; in totale vi giocò due anni con 89 punti prodotti in 114 apparizioni. Nel 2009 fu ingaggiato dall'HC Val di Fassa, formazione della Serie A con cui rimase fino al 2011, risultando il miglior marcatore della squadra con 46 e 41 punti in stagione regolare.
Nella stagione 2011-2012 vinse lo scudetto con la maglia dell'HC Bolzano, esordendo inoltre con la nazionale italiana. Nella stagione successiva fu invece ingaggiato dalla SG Cortina.

### Nazionale
Dal 2011 Derek Edwardson fu convocato in Nazionale dopo aver militato per due stagioni consecutive nel campionato italiano. Nella primavera del 2012 fu convocato per il campionato mondiale giocato in Finlandia e Svezia.

## Palmarès

### Club
- Campionato italiano: 1

Bolzano: 2011-2012

### Individuale
- CCHA Player of the Year: 1

2003-2004